# Wolniejsza piłka

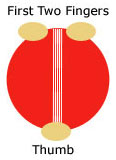
Układ palców do wolniejszej piłki przed wyrzutem.

Wolniejsza piłka – w krykiecie to wolniejszy niż zazwyczaj rzut wykonywany przez fast bowlera. Celem bowlera jest sprowokowanie batsmana (odbijającego) do wykonania zbyt wczesnej próby odbicia przez co albo nie trafi w piłkę (bo machnie kijem zanim piłka doleci do niego) albo uderzy ją wysoko w powietrze co w rezultacie skończy się wyłapaniem piłki przez fieldera stojącego w pobliżu pitchu. Jest to zagranie analogiczne do changeupu w baseballu.
Wprowadzenie do krykieta techniki wolniejszej piłki przypisuje się zazwyczaj Franklynowi Stephensonowi, który zaczął ją wykorzystywać ze względu na inne wymagania taktyczne w meczach jednodniowych krykieta, nie tylko dla zdobywania wicketów, ale przede wszystkim do zmniejszenia ilości zdobywanych runów przez przeciwników (w meczach testowych ta taktyka się nie sprawdza, gdyż samo zmniejszenie ilości zdobywanych runów bez eliminowania odbijających przeciwnika doprowadza jedynie do nierozstrzygnięcia, patrz: możliwe wyniki w krykiecie), jako że wolniejszą piłkę trudniej wybić poza granicę boiska, jeśli jest odpowiednio rzucona. Wolniejsza piłka jest używana głównie w ostatnich 10 overach meczu jednodniowego, aby zmniejszyć przyspieszony wzrost zdobywanych punktów, jako że mecz się kończy a drużyna musi np. dogonić liczbę punktów przeciwnika, batsmani muszą się wtedy spieszyć. Wolniejsza piłka jest wtedy używana wraz ze zmianą długości czy linii rzutów, co sprawia kłopot zwłaszcza słabszym batsmanom, a tacy zazwyczaj odbijają pod koniec inningsa.
Aby jednak wolniejsza piłka była efektywna, akcja bowlingowa nie może się różnić od normalnej, czyli np. bowler nie może skrócić rozbiegu czy biec wolniej, bo zostanie to zauważone przez batsmana. Są jednak odpowiednie triki, które sprawiają, że piłka leci wolniej, mimo akcji imitującej normalną, szybką piłkę:
- Rzut tyłem dłoni, co w rezultacie daje szybsze niż zazwyczaj googly – z definicji wolny rzut spinnera.
- Rzut z połączonymi palcami: piłka jest rzucana z palcami na jej szwie a piłka jest w efekcie rzucana na pełną odległość; gdy zostanie to zrobione poprawnie, piłka będzie się zachowywać jak full toss (będzie lecieć na kolana batsmana bez uprzedniego odbicia od ziemi), ale tuż przed batsmanem opadnie na ziemię, co w efekcie może skończyć się albo rozbiciem wicketa albo eliminacją poprzez LBW. Podobną technikę wykorzystuje się do split-finger fastballu w baseballu. Lankijczyk Dilhara Fernando rzuca wolniejszą piłkę ze szwem pomiędzy palcem wskazującym a środkowym co prowadzi do wolnej nieregularnie lecącej piłki.
- Off cutter: zamiast trzymać palce wskazujący i środkowy w ortodoksyjnej pozycji na szwie, środkowy palec jest przesunięty nieco w bok a potem pociągnięty w dół przy wypuszczeniu piłki. Piłka wtedy będzie się przesuwać z lewa na prawo po odbiciu, jak to się dzieje w off spinie.
- Leg cutter: podobnie jak przy off cutterze, ale palce są trzymane odwrotnie (wskazujący idzie w dół, a środkowy jest na górze), a piłka będzie się przesuwać z prawa na lewo. Ciężej jest skierować piłkę prosto w porównaniu do off cuttera.
- Palm ball: piłka jest trzymana dłonią a nie palcami. Skuteczna, ale ciężka do ukrycia przed batsmanem, który powinien łatwo dostrzec, że piłka jest trzymana zupełnie inaczej.
- Trzymanie piłki głębiej: większość fast bowlerów rzuca piłkę trzymając ją końcówkami palców. Przesunięcie jej głębiej spowolni jej prędkość przy wyrzucie. Metodę tę stosował m.in. Brett Lee.
- Redukcja szybkości akcji powoduje zmniejszenie szybkości wypuszczanej piłki, ale jest to czytelne dla batsmana.
- Cross-Seam: Trzymanie piłki ze szwem w poprzek dłoni również spowolni jej prędkość, zwłaszcza przed odbiciem od pitchu.

Pionierem wolniejszej piłki był wspomniany już Franklyn Stephenson. Rzut ten zdobył popularność wśród krykiecistów. Dwayne Bravo zdobył sławę eliminując Yuvraja Singha w drugim ODI w serii Indie przeciw Indiom Zachodnim w 2006 roku. Rzucił piłkę która imitowała full tossa, ale opadła na ziemię tuż przed Singhiem eliminując go i dając reprezentacji Karaibów zwycięstwo jednym punktem.

## Szybsza piłka
Wprawdzie wolniejsza piłka jest zazwyczaj skutkiem zmiany tempa rzutu przez bowlera, to niektórzy bowlerzy potrafią rzucić piłkę szybszą niż większość ich akcji. Pakistański bowler Imran Khan stwierdził w swojej książce, że szybsza piłka jest nawet skuteczniejsza niż wolniejsza.
Spinnerzy i medium pace bowlerzy używają szybszych piłek częściej niż fast bowlerzy.